# Atração interpessoal
Atração interpessoal é a atração que uma pessoa tem por outra, resultando na amizade ou relacionamento amoroso. O processo de atração interpessoal é diferente da atração física porque também relaciona o que não é considerado bonito ou atraente.
O estudo da atração interpessoal é uma importante área de pesquisa em psicologia social. A atração interpessoal está relacionada com o quanto gostamos, antipatizamos ou odiamos alguém. Ela pode ser vista como uma força que age entre duas pessoas, os mantém juntos e impede sua separação. Ao medir a atração interpessoal, deve-se classificar as qualidades do atraído bem como as do atrator para chegar a uma precisão preditiva. Sugere-se que para determinar atração, personalidade e situação devem ser levadas em conta. A repulsão também é outro fator da atração interpessoal, uma certa concepção de "atração" pode variar de atração extrema para repulsa extrema para outrem.

## Medição

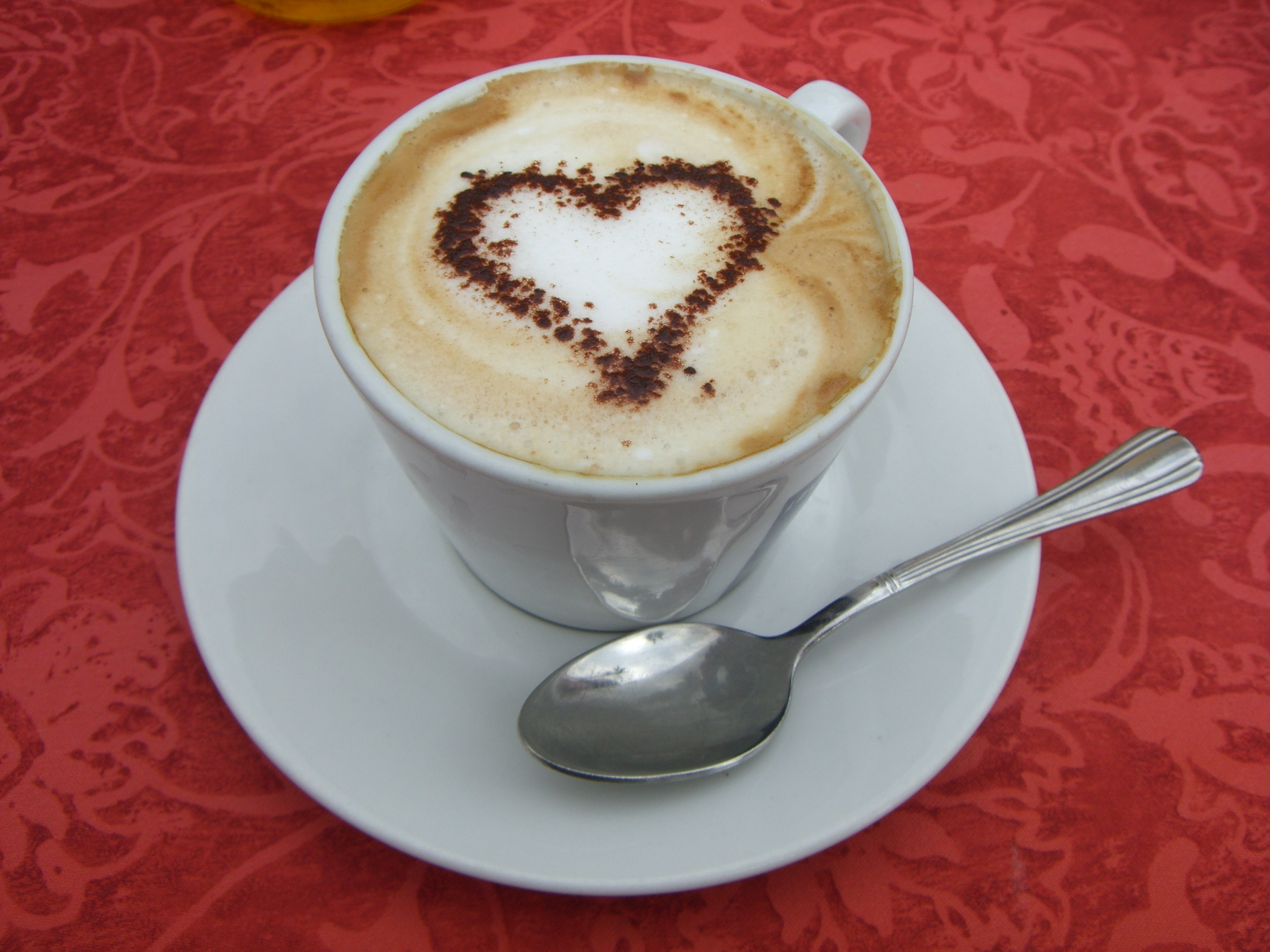
Qualquer interação é caracterizada por um certo nível de intensidade, que é transmitido por ações individuais e interpessoais que englobam as mais sutis informações não-verbais de comportamento e de atração interpessoal.

A atração interpessoal pode ser medida usando a Interpersonal Attraction Judgment Scale desenvolvida por Donn Byrne. É uma escala em que um indivíduo avalia uma determinada pessoa em dimensões como inteligência, conhecimento de temas atuais, moralidade, ajustamento, simpatia e conveniência como um colega de trabalho.  Esta escala está diretamente relacionada com outras medidas de atração social, como escolhas sociais, classificação de desejo por um encontro, parceiro sexual ou cônjuge, aproximação física voluntária, frequência de contato com os olhos, etc. Kiesler & Goldberg analisaram uma variedade de graus de resposta que são tipicamente utilizados como medida de atração e extraíram dois fatores: o primeiro é caracterizado principalmente como sócio-emocional, incluindo variáveis como preferências, vontade do alvo em participar de clubes sociais ou festas, almoçar juntos e escolha de lugares para sentar. O segundo fator inclui variáveis como voto, admiração e respeito, bem como se interessar pela opinião do outro.

## Causas
Muitos fatores que conduzem à atração interpessoal já foram estudados, todos os quais envolvem recompensas sociais. Os fatores mais estudados são: atração física, proximidade, familiaridade, semelhança, complementaridade, gosto recíproco e recompensa.

## Efeito de propinquidade
De acordo com o texto Intimate Relationships de Rowland Miller, o efeito de propinquidade pode ser definido como: "Quanto mais nós vemos e interagimos como uma pessoa, maior a probabilidade de ele ou ela tornar-se nosso amigo ou parceiro sexual." Essa definição é semelhante ao efeito de mera exposição, em que quanto mais a pessoa é exposta a um estímulo, maior a chance da pessoa gostar; no entanto, existem exceções a esse efeito. A familiaridade pode ocorrer também sem uma exposição física. Estudos recentes mostram que relacionamentos formados através da internet são semelhantes aos desenvolvidos face a face, em termos de qualidade e profundidade.

## Efeito de mera exposição
Como mencionado acima, o efeito de mera exposição, também conhecido como princípio de familiaridade, afirma que quanto mais somos expostos a alguma coisa, mais passamos a gostar dela. Isso se aplica igualmente a objetos e pessoas. O efeito da alergia social ocorre quando uma pessoa vai ficando crescentemente mais incomodada pelos hábitos de outra pessoa, em vez de se afeiçoar cada vez mais às suas idiossincrasias, ao longo do tempo.

## Similaridade (semelhança atrai semelhança)
A noção de que "pássaros da mesma plumagem voam juntos" ilustra a ideia que a semelhança é um determinante crucial na atração interpessoal. Estudos sobre atração apontam que as pessoas são fortemente atraídas por quem possui aparência física e social muito parecida com elas mesmas (semelhança atrai semelhança). Essas semelhanças podem alongar-se num sentido mais amplo: estrutura óssea, características, objetivos de vida, etnia e aparência. Quanto mais proximidade nesses pontos, mais feliz as pessoas são nos relacionamentos.
O efeito sósia desempenha um papel importante na auto-afirmação. As pessoas geralmente gostam de receber confirmações sobre todos os aspectos de suas vidas, ideias, atitudes e características pessoais, e ao que parece estão à procura de uma imagem de si mesmas para passar a vida. Um dos princípios básicos da atração interpessoal é a regra de similaridade: a semelhança é atraente. É este o princípio subjacente de que se aplica tanto em amizades quanto em relacionamentos amorosos. Existe uma alta correlação entre a proporção de atitudes compartilhadas e o grau de atração interpessoal. Pessoas alegres gostam de estar perto de outras pessoas alegres, enquanto pessoas negativas preferem estar em torno de outras pessoas negativas.
Estudos apontam que embora na prática as pessoas prefiram parceiros semelhantes a si, quando perguntadas afirmam que preferem parceiros diferentes. Essa afirmação não trata-se necessariamente de uma mentira consciente, mas de uma ideia romântica de que parceiros diferentes são melhores.

### Similaridade em diferentes aspectos
Pesquisas sugerem que a similaridade interpessoal e a atração são construções multidimensionais, em que as pessoas são atraídas por outras que são semelhantes a elas demograficamente, fisicamente, em atitudes, estilo de relacionar-se, plano social e cultural, personalidade, interesses, atividades e habilidades de comunicação. Um estudo conduzido por Theodore Newcomb (1961) com colegas de quarto num dormitório de faculdade, sugeriu que os indivíduos com origens, realizações acadêmicas, atitudes, valores e opiniões políticas em comum geralmente tornam-se amigos.
Aparência física
A hipótese de correspondência proposta pelo sociólogo Erving Goffman sugere que as pessoas são mais propensas a formar relacionamentos de longo tempo com aqueles que se igualam em atributos sociais, bem como atração física.
Um estudo realizado com estudantes de pós-graduação da Universidade de Columbia apontou que embora em ambos os sexos a atração física seja influente na hora de escolher um parceiro em potencial, nos homens isso está mais evidenciado do que nas mulheres. Mas também existem estudos que dizem exatamente o contrário. Outra investigação sobre a influência da característica física nas relações interpessoais sugere que a voz também pode influenciar na atração.
Um estudo baseado em evidências indiretas, feito na Venezuela em 2004, concluiu que os humanos em parte costumam escolher seus parceiros com base em semelhanças faciais com si próprios. Vários estudos suportam a evidência de atratividade na semelhança facial. Penton-Voak, Perrett and Peirce (1999) descobriram que as pessoas costumam avaliar rostos que são parecidos com os seus como mais atrativos. DeBruine (2002) observou em seu estudo que os indivíduos confiavam seu dinheiro mais em pessoas apresentadas como semelhantes a eles.
Atitudes
De acordo com a "lei da atração" por Byrne (1971), a atração de uma pessoa está relacionada com a proporção de atitudes semelhantes associadas ao outro.
Com base nas teorias de dissonância cognitiva, a diferença de atitudes e interesses podem levar a repulsa e esquivamento, enquanto que uma similaridade de atitudes promove a atração social.
Plano de fundo social e cultural
Byrne, Clore e Worchel (1966) sugeriram que as pessoas com poder econômico semelhante tem mais chances de se atraírem umas pelas outras. Buss & Barnes (1986) também apontaram que as pessoas preferem que os seus parceiros sejam semelhante em certas características demográficas, incluindo a formação religiosa, orientação política e sócio-econômica.
Personalidade
Pesquisadores demonstraram que a atração interpessoal é correlacionada com a similaridade de personalidade. As pessoas tendem a desejar parceiros românticos que são semelhantes a si mesmos em afabilidade, consciência, extroversão, estabilidade emocional, abertura à experiência e estilo de apego.

## Complementaridade
O modelo de complementaridade tenta explicar se realmente os "pássaros da mesma plumagem voam juntos" ou "os opostos se atraem".
Estudos sugerem que a relação complementar entre dois parceiros aumenta a atração um pelo pelo outro. Parceiros complementares preferem relações interpessoais mais próximas do que os não complementares.
Mathes e Moore (1985) afirmam que as pessoas são mais atraídas por quem aproxima-se da sua visão de ideal. Por exemplo: indivíduos de baixa auto-estima provavelmente desejam uma relação complementar com pessoa de alta auto-estima. Nós somos atraídos para as pessoas que nos complementam porque isso permite manter nosso estilo preferido de comportamento, e através da interação com alguém que complementa o nosso próprio comportamento, somos susceptíveis a ter um senso de auto-validação e segurança.

### Semelhança ou complementaridade?
Os princípios de similaridade e complementaridade parecem ser contraditórios num primeiro momento, mas na verdade eles são inteiramente relacionados.
A importância da semelhança e complementaridade pode depender da fase da relação. A similaridade tem uma importância considerável na fase inicial da atração, enquanto a complementaridade assume importância conforme a relação se desenvolve ao longo do tempo. Markey (2007) verificou que uma pessoa é mais satisfeita com seus relacionamentos se os parceiros são diferentes em termos de dominância. Duas pessoas dominantes podem ter conflitos constantes e choques de personalidade, enquanto dois indivíduos submissos podem frustar-se com o fato de ninguém tomar uma iniciativa.
A percepção e comportamento real podem não ser congruentes um com o outro. Existem casos em que as pessoas dominantes percebem os seus parceiros como igualmente dominantes, mas aos olhos de observadores independentes o comportamento real de seu parceiro é de submissão, em outras palavras, complementar a ele. Mas por que as pessoas muitas vezes percebem seus parceiros como semelhantes ou diferentes quando na verdade é o contrário? Isso ainda não está totalmente claro para os pesquisadores.